# Sneckenberg
Sneckenberg var två adelsätter med gemensamt ursprung med varandra och med ätten Snack.
Ätternas stamfader Olof Pedersson Schnack inkom till Sverige från Snackenburg I Flandern på 1620-talet. Han blev sedermera borgmästare i Nyköping. Med hustrun Birgitta Hemmingsdotter fick han tre söner, Peter Schnack, adlad Snack, samt kungliga räntmästaren Jacob Schnack och Eric Schnack, adlade på varsin ätt Sneckenberg.
Eric Sneckenberg var kunglig barberare, sedan barberare vid Salberget, innan han blev bergmästare över Femte bergmästardömet, Nora och Linde bergslager jämte Närke och Västergötland. Han adlades 1684 på namnet Sneckenberg och introducerades på nummer 1066, men avled barnlös och slöt själv sin ätt 1695.
Hans bror räntmästaren Jacob Schnack, född 1625 i Nyköping, adlades 1673 på namnet Sneckenberg och introducerades två år senare på nummer 843. Han var gift med dottern till assessorn i Göta hovrätt, Carin Ericsdotter Danckwardt, och fick flera barn. Döttrarna blev stammödrar till adelsätterna Lagercrantz nr 1011 och Wallrawe nr 1194 (utslocknad 1726), samt gifta med bergmästaren vid Sala silverbergslag Johan Persson Köhn och med vice presidenten i Åbo hovrätt Simon Ruuth nr 690. En son förde ätten vidare på svärdssidan, kornetten vid Adelsfanan Johan Sneckenberg, 1660-1699, gift med Marta Löfling. Ätten utslocknad 1841.